# Squash-Mannschaftsweltmeisterschaft 1989
Die 12. Mannschafts-Weltmeisterschaft der Herren (englisch 1989 Men's World Team Squash Championships) fand vom 9. bis 16. Oktober 1989 in Singapur statt. Insgesamt 24 Mannschaften nahmen teil. Italien gab sein Debüt bei einer Weltmeisterschaft.
Titelverteidiger war Pakistan, das seinen Titel erstmals seit 1983 nicht verteidigte. Im Endspiel unterlag die pakistanische Mannschaft gegen Australien, das seinen insgesamt fünften Titel feierte. Zuvor hatte die australische Mannschaft von 1967 bis 1973 die Weltmeisterschaft viermal in Folge gewonnen. Dritter wurde England vor Neuseeland. Die Mannschaft der Bundesrepublik Deutschland belegte den 10. Rang. Die Schweiz erreichte wie schon bei ihrem Debüt 1987 Platz 18.

## Modus
Die teilnehmenden Mannschaften traten in vier Gruppen an. Diese wurden nach den Ergebnissen der Weltmeisterschaft 1987 eingeteilt, wobei die zwölf besten Mannschaften in die Gruppen A und B gelost wurden. Nur diese zwölf Mannschaften spielten um den Titel. Die beiden Gruppenbesten der Gruppen C und D erreichten die Platzierungsspiele um die Plätze 9 bis 16, zusammen mit den Gruppenfünften und -sechsten der Gruppen A und B. Die Plätze 17 bis 24 wurden von den übrigen Mannschaften ausgespielt.
Innerhalb der Gruppe wurde im Round Robin-Modus gespielt, die vier bestplatzierten Mannschaften der Gruppen A und B zogen ins Viertelfinale ein. Dieses wurde im K.-o.-System ausgetragen. Alle Plätze wurden ausgespielt.
Alle Mannschaften bestanden aus mindestens drei und höchstens vier Spielern, die in der Reihenfolge ihrer Spielstärke gemeldet werden mussten. Pro Begegnung wurden drei Einzelpartien bestritten. Eine Mannschaft hatte gewonnen, wenn ihre Spieler zwei der Einzelpartien gewinnen konnten. Die Spielreihenfolge der einzelnen Partien war unabhängig von der Meldereihenfolge der Spieler.

## Ergebnisse

### Vorrunde

#### Gruppe A
| Rang | Land       | Sp. | S | N | Sp.-Diff. | Punkte |
| ---- | ---------- | --- | - | - | --------- | ------ |
| 1    | Pakistan   | 5   | 5 | 0 | 15:0      | 10     |
| 2    | Neuseeland | 5   | 4 | 1 | 11:4      | 8      |
| 3    | Schweden   | 5   | 3 | 2 | 9:6       | 6      |
| 4    | Kanada     | 5   | 2 | 3 | 5:10      | 4      |
| 5    | Schottland | 5   | 1 | 4 | 3:12      | 2      |
| 6    | Frankreich | 5   | 0 | 5 | 2:13      | 0      |

| Pakistan | – | Neuseeland | 3:0 |
| Pakistan | – | Schweden   | 3:0 |
| Pakistan | – | Kanada     | 3:0 |
| Pakistan | – | Schottland | 3:0 |
| Pakistan | – | Frankreich | 3:0 |

| Neuseeland | – | Schweden   | 2:1 |
| Neuseeland | – | Kanada     | 3:0 |
| Neuseeland | – | Schottland | 3:0 |
| Neuseeland | – | Frankreich | 3:0 |
| Schweden   | – | Kanada     | 2:1 |

| Schweden   | – | Schottland | 3:0 |
| Schweden   | – | Frankreich | 3:0 |
| Kanada     | – | Schottland | 2:1 |
| Kanada     | – | Frankreich | 2:1 |
| Schottland | – | Frankreich | 2:1 |

#### Gruppe B
| Rang | Land        | Sp. | S | N | Sp.-Diff. | Punkte |
| ---- | ----------- | --- | - | - | --------- | ------ |
| 1    | Australien  | 5   | 5 | 0 | 15:0      | 10     |
| 2    | England     | 5   | 4 | 1 | 12:3      | 8      |
| 3    | Finnland    | 5   | 3 | 2 | 8:7       | 6      |
| 4    | Ägypten     | 5   | 2 | 3 | 7:8       | 4      |
| 5    | Singapur    | 5   | 1 | 4 | 2:13      | 2      |
| 6    | Niederlande | 5   | 0 | 5 | 1:14      | 0      |

| Australien | – | England     | 3:0 |
| Australien | – | Finnland    | 3:0 |
| Australien | – | Ägypten     | 3:0 |
| Australien | – | Singapur    | 3:0 |
| Australien | – | Niederlande | 3:0 |

| England  | – | Finnland    | 3:0 |
| England  | – | Ägypten     | 3:0 |
| England  | – | Singapur    | 3:0 |
| England  | – | Niederlande | 3:0 |
| Finnland | – | Ägypten     | 2:1 |

| Finnland | – | Singapur    | 3:0 |
| Finnland | – | Niederlande | 3:0 |
| Ägypten  | – | Singapur    | 3:0 |
| Ägypten  | – | Niederlande | 3:0 |
| Singapur | – | Niederlande | 2:1 |

#### Gruppe C
| Rang | Land               | Sp. | S | N | Sp.-Diff. | Punkte |
| ---- | ------------------ | --- | - | - | --------- | ------ |
| 1    | Spanien            | 5   | 5 | 0 | 13:2      | 10     |
| 2    | BR Deutschland     | 5   | 4 | 1 | 12:3      | 8      |
| 3    | Vereinigte Staaten | 5   | 3 | 2 | 10:5      | 6      |
| 4    | Kuwait             | 5   | 2 | 3 | 6:9       | 4      |
| 5    | Japan              | 5   | 1 | 4 | 2:13      | 2      |
| 6    | Papua-Neuguinea    | 5   | 0 | 5 | 2:13      | 0      |

| Spanien | – | BR Deutschland     | 2:1 |
| Spanien | – | Vereinigte Staaten | 2:1 |
| Spanien | – | Kuwait             | 3:0 |
| Spanien | – | Japan              | 3:0 |
| Spanien | – | Papua-Neuguinea    | 3:0 |

| BR Deutschland     | – | Vereinigte Staaten | 2:1 |
| BR Deutschland     | – | Kuwait             | 3:0 |
| BR Deutschland     | – | Japan              | 3:0 |
| BR Deutschland     | – | Papua-Neuguinea    | 3:0 |
| Vereinigte Staaten | – | Kuwait             | 3:0 |

| Vereinigte Staaten | – | Japan           | 3:0 |
| Vereinigte Staaten | – | Papua-Neuguinea | 2:1 |
| Kuwait             | – | Japan           | 3:0 |
| Kuwait             | – | Papua-Neuguinea | 3:0 |
| Japan              | – | Papua-Neuguinea | 2:1 |

#### Gruppe D
| Rang | Land     | Sp. | S | N | Sp.-Diff. | Punkte |
| ---- | -------- | --- | - | - | --------- | ------ |
| 1    | Irland   | 5   | 5 | 0 | 13:2      | 10     |
| 2    | Malaysia | 5   | 4 | 1 | 9:6       | 8      |
| 3    | Dänemark | 5   | 3 | 2 | 9:6       | 6      |
| 4    | Hongkong | 5   | 2 | 3 | 5:10      | 4      |
| 5    | Schweiz  | 5   | 1 | 4 | 6:9       | 2      |
| 6    | Italien  | 5   | 0 | 5 | 3:12      | 0      |

| Irland | – | Malaysia | 3:0 |
| Irland | – | Dänemark | 3:0 |
| Irland | – | Hongkong | 2:1 |
| Irland | – | Schweiz  | 2:1 |
| Irland | – | Italien  | 3:0 |

| Malaysia | – | Dänemark | 2:1 |
| Malaysia | – | Hongkong | 3:0 |
| Malaysia | – | Schweiz  | 2:1 |
| Malaysia | – | Italien  | 2:1 |
| Dänemark | – | Hongkong | 3:0 |

| Dänemark | – | Schweiz | 2:1 |
| Dänemark | – | Italien | 3:0 |
| Hongkong | – | Schweiz | 2:1 |
| Hongkong | – | Italien | 2:1 |
| Schweiz  | – | Italien | 2:1 |

### Viertelfinale
| Australien | – | Kanada   | 3:0 |
| Neuseeland | – | Finnland | 3:0 |
| England    | – | Schweden | 3:0 |
| Pakistan   | – | Ägypten  | 3:0 |

### Halbfinale
| Australien | – | Neuseeland | 3:0 |
| Pakistan   | – | England    | 3:0 |

### Finale
| Australien                                                    | Finale | Pakistan                                                         |
| ------------------------------------------------------------- | --- | ---------------------------------------------------------------- |
| Team Chris Dittmar Rodney Martin Chris Robertson Brett Martin | Datum: 16. Oktober 1989 Ort: Singapur \| Chris Robertson \| 3:9, 10:9, 9:2, 9:2 \| Zarak Jahan Khan \| \| Chris Dittmar \| 6:9, 9:5, 9:3, 9:1 \| Jahangir Khan \| \| Rodney Martin \| 9:10, 9:3, 9:6, 9:1 \| Jansher Khan \| Resultat: 3:0 | Team Jahangir Khan Jansher Khan Zarak Jahan Khan Umar Hayat Khan |
| Chris Robertson                                               | 3:9, 10:9, 9:2, 9:2 | Zarak Jahan Khan                                                 |
| Chris Dittmar                                                 | 6:9, 9:5, 9:3, 9:1 | Jahangir Khan                                                    |
| Rodney Martin                                                 | 9:10, 9:3, 9:6, 9:1 | Jansher Khan                                                     |

## Abschlussplatzierungen
| Rang | Mannschaft |
| 01.  | Australien |
| 02.  | Pakistan   |
| 03.  | England    |
| 04.  | Neuseeland |
| 05.  | Ägypten    |
| 06.  | Finnland   |
| 07.  | Schweden   |
| 08.  | Kanada     |

| Rang | Mannschaft     |
| 09.  | Singapur       |
| 10.  | BR Deutschland |
| 11.  | Irland         |
| 12.  | Frankreich     |
| 13.  | Niederlande    |
| 14.  | Spanien        |
| 15.  | Schottland     |
| 16.  | Malaysia       |

| Rang | Mannschaft         |
| 17.  | Vereinigte Staaten |
| 18.  | Schweiz            |
| 19.  | Dänemark           |
| 20.  | Hongkong           |
| 21.  | Kuwait             |
| 22.  | Italien            |
| 23.  | Papua-Neuguinea    |
| 24.  | Japan              |